# Фридрих IV (Лайнинген)
Вижте пояснителната страница за други личности с името Фридрих IV.
Фридрих IV фон Лайнинген (на немски: Friedrich IV von Leiningen; * ок. 1250; † 1316) е граф на Лайнинген, бургграф на Гермерсхайм, фогт в Шпайергау.
Той е син на граф Фридрих III фон Лайнинген († 1287) и съпругата му Аделхайд фон Кибург (* ок. 1220; † сл. 1258), дъщеря на граф Вернер I фон Кибург († 1228) принцеса Аликс (Берта) Лотарингска († 1242), дъщеря на херцог и маркграф Фридрих (Фери) II от Лотарингия († 1213).

## Фамилия
Фридрих IV се жени пр. 1268 г. за Йохана фон Спонхайм-Кройцнах (* ок. 1246; † 1270/1282), дъщеря на граф Симон I фон Спонхайм-Кройцнах († 1264) и Маргарета фон Хаймбах († 1291/1299). Те имат децата:
- Фридрих V († 1327), граф на Лайнинген, женен на 7 юли 1286 г. в Страсбург за София фон Фрайбург († сл. 1335), дъщеря на граф Егино II фон Фрайбург († 1318) и Катарина фон Лихтенберг († 1283)
- дете
- дете
- Мехтхилд (fl 1288)
- дете
- Емих фон Лайнинген († 1328), епископ на Шпайер от 1314 до 1328 г.

Фридрих IV се жени втори път между 14 май 1282 и 31 декември 1282 г. за Жана (Жулиене) д' Аспремон († 18 октомври 1317/6 септември 1319/1321). Те имат децата:
- Агнес († 1346), омъжена пр. 26 май 1301 г. за граф Георг I фон Велденц († 1348)
- Фериата фон Лайнинген († между 25 юни 1314/3 юни 1315), омъжена между 1 юли 1309 и септември 1310 г. за граф Йохан I фон Сарверден († 1310)
- Жофрид I фон Лайнинген-Харденбург (* ок. 1304; † 1344), женен I. на 30 март 1313 г. за Агнес фон Оксенщайн († 1321), II. пр. 17 февруари 1321 г. за Матилда фон Салм-Оберсалм († 1341)
- Йохана († 1346), омъжена пр. 30 ноември 1313 г. за Йохан II фон Лихтенберг († 1366)